# Currency of Man
Currency of Man è il quarto album in studio della cantante Melody Gardot. Il disco è uscito il 15 giugno 2015.

## Produzione
La produzione dell'album è iniziata alla fine del 2013, nel corso del tour promozionale per il precedente album di Melody Gardot The Absence.
Nel corso del 2014 la cantante dichiarò spesso attraverso Twitter di essere al lavoro su nuovo materiale; dopo la parentesi del terzo album, il quale mescolava suoni latinoamericani al suo tradizionale sound, la Gardot dichiarò di voler sperimentare nuove dimensioni artistiche. Per l'occasione Melody decise di collaborare con Larry Klein, che aveva prodotto il suo secondo album My One and Only Thrill.
A marzo del 2015 l'album fu annunciato ufficialmente, con uscita prevista per il 15 giugno successivo; al momento dell'annuncio fu rilasciato il singolo promozionale Same to You, mentre il 23 aprile successivo uscì un secondo estratto, Preacherman, accompagnato da un video.

## L'album
Nell'annuncio ufficiale dell'album Melody Gardot ha dichiarato di aver tratto ispirazione per l'album dalla gente che ha incontrato nel corso della sua permanenza a Los Angeles: per lo più gente che vive ai margini della società. Per questo i testi dell'album parlano principalmente di razzismo ed emarginazione: il testo di Preacherman e il video che lo accompagna, ad esempio, sono ispirati alla storia di Emmett Till. La Gardot vuole attraverso questo lavoro invitare alla ricerca di un mondo migliore, improntato sulla pace e sull'abbattimento delle differenze.
A livello artistico, l'album si muove su sfumature della black music, quali il soul, il gospel e il funky, tutti accostati al tradizionale sound della cantante. Melody ha scelto di registrare i brani in analogico, per ottenere un effetto rètro conforme alla musica anni '60 cui l'album si ispira.
Il disco è uscito in una versione standard da 10 tracce e in una deluxe contenente tre tracce extra, due strumentali e un video making-of.
La parte grafica del progetto è stata affidata a Jovite De Leymarie, artista francese che aveva realizzato anche il comparto grafico del precedente album. In copertina Melody Gardot è ritratta di profilo, in bianco e nero con effetto pittorico, in un quadrante che riprende vagamente le atmosfere di una downtown.

## Tracklist
Testi e musiche di Melody Gardot tranne dove indicato.
1. It gonna come – 5:24
2. Preacherman – 4:29
3. Morning Sun – 5:04
4. Same to You – 4:59
5. Don't Misunderstand – 4:14
6. Don't talk – 4:16
7. If I Ever Recall your Face – 6:51
8. Bad News – 4:38
9. She Don't know – 3:56
10. Once I was Loved – 4:49

La versione deluxe comprende anche i brani Palmas da Rua, No Man's Prize, March for Mingus, After the Rain e Burying my Troubles, più un making of in video.